# 小行星4917
小行星4917（英語：4917 Yurilvovia）是一颗围绕太阳公转的小行星。1973年9月28日，Crimean Astrophysical Observatory在克里米亚发现了此天体。
这颗小行星的绝对星等为196.37124等。